# Паль, Роберт Васильевич
Роберт Васильевич Паль (род. 15 апреля 1938, Нижние Услы, Башкирская АССР) — русский писатель, поэт и переводчик. Заслуженный работник культуры Республики Башкортостан. Член Союза писателей РБ (1969).

## Биография
Роберт Васильевич Паль родился 15 апреля 1938 года в Нижне-Услинском отделении Альшеевского зерносовхоза Аургазинского района Башкортостана (ныне Первомайский сельсовет Стерлитамакского района РБ).
Учился в Стерлитамакском и Белорецком педучилищах, в 1961 году окончил Башкирский государственный университет (ныне Уфимский университет науки и технологий).
По окончании университета Роберт Васильевич работал учителем в Кармаскалинском районе РБ, затем редактором, заведующим редакцией, главным редактором в Башкирском книжном издательстве, с 1986 года — литературным консультантом в Союзе писателей Башкортостана. Около десяти лет возглавлял творческое объединение русскоязычных писателей Союза писателей РБ. С 1998 года — заведующий отделом, заместитель главного редактора литературного журнала «Бельские просторы».
Писать художественные произведение начал в 60-е годы XX века. Печататься — с 1956 года. Первым поэтическим сборником поэта был «Живые маки», изданный 1964 году в Башкнигоиздате.
Паль Роберт Васильевич работает в жанрах поэзии, прозы, перевода. Перевел на русский язык произведения башкирских поэтов и писателей: стихи X. Гиляжева, М. Гали, Г. Рамазанова, Я. Кулмыя, Р. Бикбаева, Ф. Тугузбаевой, Т. Ганиевой, Г. Юнусовой, Д. Тагировой, повести М. Каримова, А. Байрамова.
Произведения Р. Паля переведены на украинский, казахский, башкирский, татарский, чувашский языки.

## Награды и звания
- Заслуженный работник культуры Республики Башкортостан.
- Литературная премия им. С. Злобина.
- Литературная премия им. Фатиха Карима.
- Литературная премия «Золотой Урал» (2008).

## Произведения
- Паль Р. Живые маки: Стихи и поэма. — Уфа: Башкнигоиздат, 1964. — 78 с.
- Горизонты романтики: Стихи и поэма. — Уфа: Башкнигоиздат, 1966. — 72 с.
- Третье свиданье: Стихи. — Уфа: Башкнигоиздат, 1968. — 144 с.
- Высокое пламя: поэмы. — Уфа: Башкнигоиздат, 1969. — 92 с.
- Лебединое поле: Стихи и поэма. — Уфа: Башкнигоиздат, 1972. — 128 с.
- Иду до конца: повесть. — Уфа: Башкнигоиздат, 1973. — 206 с.
- Железные люди, или Повесть о суровом времени, большом походе и верной мужской дружбе. — Уфа: Башкнигаиздат, 1974. — 104 с.
- Есть у неба земля: Повесть. — Уфа: Башкнигоиздат, 1975. — 112 С.
- Легенды будут потом: Роман. — Уфа: Башкнигаиздат, 1976. — 528 с.
- Прикосновение. Поэмы, баллады, переводы. — Уфа: Башкнигоиздат, 1977. − 144 с.
- На исходе ночи: роман. — Уфа: Башкнигоиздат, 1979. — 448с.
- До высоты звезды: стихи, поэмы. — Уфа: Башкн. кн. изд-во, 1983. — 96 с.
- Отзовется в живых: роман-хроника в подлинных судьбах и документах эпохи. — Уфа: Башкн. кн. изд-во. Кн 1. 1985. — 296 с., Кн.2. — 1986. — 312с.
- Лицом к лицу: лирика. — Уфа: Башк. кн. изд-во, 1988. — 192 с.
- Бессмертники — цветы вечности. — Уфа: Башк. кн. изд-во, 1990. — 368 с.
- Плач одинокой кукушки: стихи, поэмы. — Уфа: Китап, 1993. — 160 с.
- Книга судьбы: лирика. — Уфа: Китап, 1999. — 352 с.